# یک پلیس زن در نیویورک
یک پلیس زن در نیویورک (انگلیسی: A Policewoman in New York) یک کمدی سکسی سبک ایتالیایی به کارگردانی میکله ماسیمو تارنتینی است که در سال ۱۹۸۱ منتشر شد.

## بازیگران
- ادویژ فنش
- آلوارو ویتالی
- آلدو ماچونه
- رنتسو مونتانیانی
- جاکومو ریتسو
- انتسو آندرونیکو
- فیدل مبانگا-بائونا